# Gパン娘
Gパン娘（ジーパンむすめ）は、若手演歌歌手の上杉香緒里・水田竜子・鹿島ひろ美（旧：渡辺ひろ美）の3人からなる音楽ユニット。

## 概要
Gは上杉の「グレース（Grace）」、水田の「グラマー（英：Glamour、米：Glamor）」、渡辺の「ゴージャス（Gorgeous）」というそれぞれの個人の特徴の頭文字からとったものという。
2000年4月から2003年3月まで文化放送のラジオ番組「走れ!歌謡曲」でユニットとしては初めてのラジオパーソナリティを担当したほか、ユニットによる合同コンサートを開催していた。